# Véronique Massan Osséyi
Véronique Massan Osséyi, aussi connue comme Véronique Dagadzi, née le 20 janvier 1942 à Amou Oblo (Togo) et morte le 7 mars 2010 à Neuilly-sur-Seine, est une magistrate, femme politique et juriste togolaise. Elle s'intéresse à la condition des femmes au Togo dans ses travaux juridiques.
Elle est l'épouse de feu président de la République togolaise Gnassingbé Eyadéma.

## Naissance et vie académique
Elle naît le 20 janvier 1942 à Amou Oblo dans le nord du Togo. Elle est la fille de « maman » Yawa Osséyi. Elle fréquence un lycée à Lomé. Parmi ses camarades de promotions, on compte notamment l'écrivain Koffi Gomez ou le pionner de la radio togolaise Charles Ameganvi. Véronique Osséyi étudie ensuite le droit en France, d'abord à l'université de Caen-Normandie puis à l'École nationale de la magistrature, dans les années 1970. Elle obtient pour cela des bourses de la part du gouvernement togolais de l'époque,.

## Carrière professionnelle
Plus tard, elle devient juge à Lomé, en particulier juge d'instruction au tribunal de droit moderne de la même ville, puis ministre, épousant par ailleurs Gnassingbé Eyadéma. 
Magistrate au moins depuis 1972, elle est nommée commandeur de l'ordre du Mono et grand officier de l'ordre national du Mérite.
Véronique Dagadzi s'intéresse aussi à la question de la place des femmes dans la société togolaise,.

## Famille et mort
Elle est la mère de quatre enfants, dont Mey Gnassingbé.
Elle meurt le 7 mars 2010 à Neuilly-sur-Seine ; son corps est rapatrié au Togo, et, après une veillée à l'église presbytérienne de Lomé, Véronique Osséyi est enterrée à Amou Oblo en présence d'Abbas Bonfoh, alors président de l'Assemblée nationale.

## Publications
- « La femme en droit coutumier togolais, son rôle en tant qu'épouse et mère », Revue juridique et politique: indépendance et coopération, vol. 28, no 4,‎ 1974, p. 801-809.
- « La femme épouse et la femme mère », Revue juridique et politique: indépendance et coopération, vol. 28, no 4,‎ 1974, p. 810-817.
- (en) « Law and the Status of Women in Togo: Discrimination Against Women in Togo », dans Law and the Status of Women, Nations Unies, 1977, p. 295-310.

## Décorations
- Commandeur de l'ordre du Mono
- Grand officier de l'ordre national du Mérite du Togo